# Predrag Koraksić
Predrag Koraksić Koraks (Corax) (15. jun 1933) srpski je karikaturista koji crta karikature prevashodno na političke teme.

## Biografija
Rođen u Gornjoj Gorevnici kod Čačka 15. juna 1933. godine. Njegovog oca, partizana, ubili su četnici tokom Drugog svetskog rata, a proveo je četiri godine u izbeglištvu.
Nakon rata maturirao je u Zemunu i studirao arhitekturu u Beogradu. Započeo je profesionalno da se bavi karikaturom 1950. godine u novinama Jež. Nakon toga je radio u Večernjim novostima, odakle je izbačen 1993. godine posle sudskog spora.
Od 1989. radio je za nezavisne novine Borba, ali je prešao u Danas kada je tadašnja srpska vlast preuzela Borbu. Od 1990. godine radi i za magazin Vreme, gde je član uredničkog odbora.

## Karikature
Njegove karikature su prikazi modernih, uglavnom srpskih, političkih dešavanja. Retko koristi pisani tekst, već se oslanja da same karikature prenesu jasno značenje.

## Nagrade i priznanja
- 1998, nagrada Mića Popović
- 2004, orden Legije časti
- 2015, nagrada Službenog glasnika za najbolju knjigu iz oblasti publicistike objavljene u 2014. godini, za knjigu "Trajno prošlo vreme: hronologija 1990—2001".[1]

## Spoljašnje veze
- Knjige - Predrag Koraksić Corax
- CORAX - Peščanik
- Corax - Dnevni list Danas